# Goodsprings (Alabama)
Ne doit pas être confondu avec Goodsprings, un village du Nevada.
Goodsprings est une communauté non incorporée située dans le comté de Walker, dans l'État de l'Alabama, aux États-Unis. Elle se trouve à 180 m d'altitude et est desservie par le code ZIP 35560.

## Personnalité liée à la communauté
- Claude Perry (en), joueur de football américain des Packers de Green Bay de 1927 à 1935, est né à Goodsprings en 1901.